# ピアネッツァ
ピアネッツァ（伊: Pianezza）は、イタリア共和国ピエモンテ州トリノ県にある、人口約15,000人の基礎自治体（コムーネ）。

## 地理

### 位置・広がり

#### 隣接コムーネ
隣接するコムーネは以下の通り。
- アルピニャーノ
- コッレーニョ
- ドルエント
- リーヴォリ
- サン・ジッリオ
- ヴェナリーア・レアーレ